# Lijst van voetbalinterlands Cambodja - Macau
Deze lijst van voetbalinterlands is een overzicht van alle officiële voetbalwedstrijden tussen de nationale teams van Cambodja en Macau. De landen hebben tot op heden zeen keer tegen elkaar gespeeld. De eerste ontmoeting, een kwalificatiewedstrijd voor de AFC Challenge Cup 2008, vond plaats op 28 mei 2008 in Phnom Penh. Het laatste duel, een vriendschappelijke wedstrijd, werd gespeeld in de Cambodjaanse hoofdstad op 11 september 2023.

## Wedstrijden
| № | Plaats     | Datum             | Competitie                          | Wedstrijd        | Uitslag |
| - | ---------- | ----------------- | ----------------------------------- | ---------------- | ------- |
| 1 | Phnom Penh | 28 mei 2008       | AFC Challenge Cup 2008 kwalificatie | Cambodja − Macau | 3 − 1   |
| 2 | Dhaka      | 28 april 2009     | AFC Challenge Cup 2010 kwalificatie | Macau − Cambodja | 1 − 2   |
| 3 | Phnom Penh | 9 februari 2011   | AFC Challenge Cup 2012 kwalificatie | Cambodja − Macau | 3 − 1   |
| 4 | Macau      | 16 februari 2011  | AFC Challenge Cup 2012 kwalificatie | Macau − Cambodja | 3 − 1   |
| 5 | Phnom Penh | 12 maart 2015     | WK 2018 kwalificatie                | Cambodja − Macau | 3 − 0   |
| 6 | Macau      | 17 maart 2015     | WK 2018 kwalificatie                | Macau − Cambodja | 1 − 1   |
| 7 | Phnom Penh | 11 september 2023 | Vriendschappelijk                   | Cambodja − Macau | 4 − 0   |

## Samenvatting
| Competitie                     | Totaal gespeeld | Winst Cambodja | Gelijk | Winst Macau | Doelsaldo Cambodja – Macau |
| ------------------------------ | --------------- | -------------- | ------ | ----------- | -------------------------- |
| WK-kwalificatie                | 2               | 1              | 1      | 0           | 4 − 1                      |
| AFC Challenge Cup-kwalificatie | 4               | 3              | 0      | 1           | 9 − 6                      |
| Vriendschappelijk              | 1               | 1              | 0      | 0           | 4 − 0                      |
| Totaal                         | 7               | 5              | 1      | 1           | 17 − 7                     |

Wedstrijden bepaald door strafschoppen worden, in lijn met de FIFA, als een gelijkspel gerekend.

## Details

### Vijfde ontmoeting
| WK 2018 kwalificatie (Phnom Penh, Cambodja, 12 maart 2015):                                                                                                 |              | |
| Cambodja | 3 – 0        | Macau |
| Chan Vathanaka 64' Chan Vathanaka 81' Laboravy Khoun 90+4'                                                                                                  | goals        | |
| Lee Tae-ho | bondscoach   | Tam Iao San |
| Sereyroth Um Soeuy Visal Sovan Sok Ngoy Srin Sun Sovannarith 87' Prak Udom Souhana Sos 55' Phallin Hoy Chhin Chhoeun Sokthorn Va Quentin 72' Laboravy Khoun | opstellingen | Man Fai Ho Ka Him Lei Alex Matos 63' Cheng Hou Kong Luis Amorim Man Chan Cheng Cheang 81' Ka Hang Leong Niki Torrão Man Hou Ho 89' Chi Hang Pang |
| Chan Vathanaka 55' Sokumpheak Kouch 72' Ros Sam Oerun 87'                                                                                                   | wissels      | 63' Weng Hu Choi 81' Chi Fong Ho 89' Kin Chi Lei                                                                                                 |
| | gele kaarten | Alex Matos |

### Zesde ontmoeting
| WK 2018 kwalificatie (Macau, 17 maart 2015): |              | |
| Macau | 1 – 1        | Cambodja |
| Ka Hang Leong 52' (pen.) | goals        | 28' Thierry Bin |
| Tam Iao San | bondscoach   | Lee Tae-ho |
| Man Fai Ho Ka Him Lei Alex Matos Cheng Hou Kong 59' Luis Amorim Man Chan Cheng Cheang Ka Hang Leong 81' Niki Torrão Man Hou Ho Chi Hang Pang 87' | opstellingen | Sereyroth Um Soeuy Visal Sovan Sok Ngoy Srin 45+1' Sun Sovannarith 62' Prak Udom Thierry Bin Souhana Sos Chhin Chhoeun 80' Sokthorn Va Quentin Laboravy Khoun |
| Chi Fong Ho 59' Ka Un Sio 81' Pak Kin Lao 87' | wissels      | 45+1' Ros Sam Oerun 62' Chan Vathanaka 80' Phallin Hoy |
| | gele kaarten | 68' Ngoy Srin |

FFC · Cambodjaans vrouwenelftal
Afghanistan ·
Australië ·
Bahrein ·
Bangladesh ·
Bhutan ·
Brunei ·
China ·
Equatoriaal-Guinea ·
Filipijnen ·
Guam ·
Guinee ·
Guyana ·
Hongkong ·
India ·
Indonesië ·
Irak ·
Iran ·
Japan ·
Jemen ·
Jordanië ·
Kirgizië ·
Koeweit ·
Laos ·
Libanon ·
Macau ·
Malediven ·
Maleisië ·
Mongolië ·
Myanmar ·
Nepal ·
Noord-Korea ·
Oezbekistan ·
Oost-Timor ·
Pakistan ·
Palestina ·
Qatar ·
Saoedi-Arabië ·
Singapore ·
Sri Lanka ·
Syrië ·
Tadzjikistan ·
Taiwan ·
Thailand ·
Turkmenistan ·
Vietnam ·
Zuid-Korea ·
Zuid-Vietnam
AFM · 
A-internationals · 
Macaus vrouwenelftal
1980 – 1989 · 
1990 – 1999 · 
2000 – 2009 · 
2010 – 2019 ·
2020 − 2029
Bangladesh ·
Bhutan ·
Brunei ·
Cambodja ·
China ·
Filipijnen ·
Guam ·
Hongkong ·
India ·
Irak ·
Japan ·
Kazachstan ·
Kirgizië ·
Koeweit ·
Laos ·
Maleisië ·
Mauritius ·
Mongolië ·
Myanmar ·
Nepal ·
Noord-Korea ·
Oman ·
Pakistan ·
Salomonseilanden ·
Saoedi-Arabië ·
Singapore ·
Sri Lanka ·
Tadzjikistan ·
Taiwan ·
Thailand ·
Vietnam ·
Zuid-Korea